# Kimba (South Australia)
Kimba ist ein kleiner Ort, der im Norden der Eyre-Halbinsel in South Australia am Eyre Highway liegt. Die Stadt befindet sich 350 Kilometer östlich von Ceduna und 150 Kilometer westlich von Port Augusta. Kimba ist ein Wort der Aborigine für Buschfeuer.
Der erste Europäer, der diese Gegend bereiste, war Edward John Eyre im Jahre 1839 auf dem Weg von Streaky Bay zum Spencer Gulf. Allmählich besiedelt wurden der Ort und die Gegend ab 1908. 1913 wurde Kimba mit der Eisenbahn von Port Lincoln erschlossen. Dies führte zu einer weiteren Bevölkerungszunahme, und zwei Jahre später wurde Kimba zur Stadt erklärt. 2021 hatte der Ort 608 Einwohner.
In der Umgebung des Orts wachsen große Eukalyptusbäume. Die Gawler Ranges liegen im Norden des Eyre Highways und der Stadt.
Am Highway wird die halbe Strecke zwischen Ost- und Westküste durch den Big Galah, eine sieben Meter hohe Statue eines Rosakakadus, markiert. Im Ort gibt es Hotels, ein Motel und einen Caravanpark.